# Лассе К'юс
Лассе К'юс (норв. Lasse Kjus) — норвезький гірськолижник,  олімпійський чемпіон,  триразовий чемпіон світу та багаторазовий призер чемпіонатів світу.
Золоту олімпійську медаль та звання олімпійського чемпіона К'юс здобув на Ліллегаммерській олімпіаді 1994 року, вигравши змагання з гірськолижної комбінації. 
За кількістю нагород на Олімпійських іграх та чемпіонатах світу К'юс поступається тільки Четилю Андре Омодту.  Особливо вдалим для нього був чемпіонат світу 1999 року, з якого він привіз 5 медалей із усіх п'яти дисциплін гірськолижного спорту. 
К'юс двічі вигравав кубок світу у загальному заліку (1996 та 1999), три рази в заліку гірськолижної комбінації (1994, 1999 2001) та один раз у заліку швидкісного спуску (1999).  

## Зовнішні посилання
- Досьє на сайті Міжнародної федерації лижних видів спорту [Архівовано 7 березня 2016 у Wayback Machine.]

## Виноски
1. ↑  Store norske leksikon — 1978. — ISSN 2464-1480